# 44. ročník People's Choice Awards
44. ročník People's Choice Awards se konal dne 11. listopadu 2018. Je to první ceremoniál, který vysílala stanice E!, namísto obvyklé CBS. Je to také poprvé co se ceny nepředávaly v lednu, ale v listopadu, za posledních dvacet let. Nejvíce ocenění získala skupina BTS (4), seriál Lovci stínů: Nástroje smrti (4) a film Avengers: Infinity War (5).

## Nominace
Nominace byly oznámeny 15. listopadu 2016.

### Film
| Nejoblíbenější film | Nejoblíbenější akční film |
| --- | --- |
| Avengers: Infinity War - Black Panther - Padesát odstínů svobody - Úžasňákovi 2 - Tiché místo | Avengers: Infinity War - Black Panther - Deadpool 2 - Jurský svět: Zánik říše - Debbie a její parťačky                                                                                       |
| Nejoblíbenější komediální film | Nejoblíbenější dramatický film |
| Špión, který mi dal kopačky - Kazišuci - Šíleně bohatí Asiati - Já, Simon - Mamma Mia! Here We Go Again | Padesát odstínů svobody - 12 hrdinů - Půlnoční láska - Tiché místo - Rudá volavka |
| Nejoblíbenější rodinný film | Nejoblíbenější filmová hvězda: muž |
| Úžasňákovi 2 - V pasti času - Kryštůfek Robin - Hotel Transylvánie 3: Příšerózní dovolená - I Can Only Imagine | Chadwick Boseman – Black Panther - Robert Downey Jr. – Avengers: Infinity War - Chris Hemsworth – Avengers: Infinity War - Chris Pratt – Jurský svět: Zánik říše - Nick Robinson – Já, Simon |
| Nejoblíbenější filmová hvězda: žena | Nejoblíbenější filmová hvězda: drama |
| Scarlett Johansson – Avengers: Infinity War - Sandra Bullock – Debbie a její parťačky - Anne Hathawayová – Debbie a její parťačky - Bryce Dallas Howard – Jurský svět: Zánik říše - Lily James – Mamma Mia! Here We Go Again | Jamie Dornan – Padesát odstínů svobody - Emily Bluntová – Tiché místo - Chris Hemsworth – 12 hrdinů - John Krasinski – Tiché místo - Jennifer Lawrenceová – Rudá volavka                     |
| Nejoblíbenější filmová hvězda: komedie | Nejoblíbenější filmová hvězda: akční |
| Melissa McCarthy – Život je večírek - John Cena – Kazišuci - Mila Kunis – Špión, který mi dal kopačky - Nick Robinson – Já, Simon - Amanda Seyfriedová – Mamma Mia! Here We Go Again                                         | Danai Gurira – Black Panther - Chadwick Boseman – Black Panther - Chris Hemsworth – Avengers: Infinity War - Chris Pratt – Jurský svět: Zánik říše - Ryan Reynolds – Deadpool 2              |

### Televize
| Nejoblíbenější televizní seriál | Nejoblíbenější komediální seriál |
| --- | --- |
| Lovci stínů: Nástroje smrti - Proč? 13x proto - Teorie velkého třesku - Chirurgové - Tohle jsme my | Holky za mřížemi - Teorie velkého třesku - Black-ish - Dobré místo - Taková moderní rodinka |
| Nejoblíbenější dramatický seriál | Nejoblíbenější revival seriál |
| Riverdale - Proč? 13x proto - Příběh služebnice - Chirurgové - Tohle jsme my | Dynastie - American Idol - Jersey Shore: Rodinná dovolená - Den za dnem - Queer tým |
| Nejoblíbenější reality-show | Nejoblíbenější soutěžní pořad |
| Držte krok s Kardashians - Chrisley Knows Best - Jersey Shore: Rodinná dovolená - Queer tým - Vanderpump Rules | The Voice - Amerika má talent - Velký bratr - Ellen's Game of Games - RuPaul's Drag Race |
| Nejoblíbenější seriálová hvězda: muž | Nejoblíbenější seriálová hvězda: žena |
| Harry Shum Jr. — Lovci stínů: Nástroje smrti - Justin Chambers – Chirurgové - Freddie Highmore – Dobrý doktor - Andrew Lincoln – Živí mrtví - Cole Sprouse – Riverdale                                                          | Katherine McNamara — Lovci stínů: Nástroje smrti - Viola Davis – Vražedná práva - Camila Mendes – Riverdale - Mandy Moore – Tohle jsme my - Ellen Pompeo – Chirurgové                                  |
| Nejoblíbenější seriálová hvězda: drama | Nejoblíbenější seriálová hvězda: komedie |
| Mariska Hargitay – Zákon a pořádek: Útvar pro zvláštní oběti - KJ Apa – Riverdale - Darren Criss – The Assassination of Gianni Versace: American Crime Story - Katherine Langford – Proč? 13x proto - Ellen Pompeo – Chirurgové | Jim Parsons – Teorie velkého třesku - Drew Barrymoreová – Santa Clarita Diet - Kristen Bellová – Dobré místo - Donald Glover – Atlanta - Sofia Vergara – Taková moderní rodinka                        |
| Nejoblíbenější denní talk show | Nejoblíbenější noční talk show |
| The Ellen DeGeneres Show - Live with Kelly and Ryan - The Real - Red Table Talk - Steve | The Tonight Show Starring Jimmy Fallon - The Daily Show with Trevor Noah - Jimmy Kimmel Live! - The Late Late Show with James Corden - Watch What Happens Live with Andy Cohen                         |
| Nejoblíbenější soutěžící soutěžního pořadu | Nejoblíbenější hvězda reality-show |
| Maddie Poppe – American Idol - Nikki Bella – Dancing with the Stars - Brynn Cartelli – The Voice - Eva Igo – World of Dance - Cody Nickson – The Amazing Race                                                                   | Khloé Kardashian – Držte krok s Kardashians - Nikki Bella – Divoká dvojčata - Paul „Pauly D“ DelVecchio – Jersey Shore: Rodinná dovolená - Joanna Gaines – Dům na opravu - Antoni Porowski – Queer tým |
| Nejoblíbenější seriál, který stojí za zhlédnutí | Nejoblíbenější seriál: sci-fi/fantasy |
| Lovci stínů: Nástroje smrti - Proč? 13x proto - Cizinka - Queer tým - Shameless | Wynonna Earp - Expanze - The Originals - Lovci stínů: Nástroje smrti - Lovci duchů |

### Hudba
| Nejoblíbenější zpěvák | Nejoblíbenější zpěvačka |
| --- | --- |
| Shawn Mendes - Drake - Bruno Mars - Ed Sheeran - Keith Urban                                                                                   | Nicki Minaj - Cardi B - Camila Cabello - Ariana Grande - Taylor Swift                                                                                              |
| Nejoblíbenější hudební skupina | Nejoblíbenější písnička |
| BTS - 5 Seconds of Summer - Panic! at the Disco - Super Junior - Twenty One Pilots                                                             | „Idol“ – BTS - „Back to You“ – Selena Gomez - „I Like It“ – Cardi B, Bad Bunny a J Balvin - „In My Blood“ – Shawn Mendes - „No Tears Left to Cry“ – Ariana Grande  |
| Nejoblíbenější album | Nejoblíbenější hvězda: country |
| Queen – Nicki Minaj - Camila – Camila Cabello - Invasion of Privacy – Cardi B - Shawn Mendes – Shawn Mendes - Sweetener – Ariana Grande        | Blake Shelton - Luke Bryan - Thomas Rhett - Carrie Underwood - Keith Urban                                                                                         |
| Nejoblíbenější hvězda: latino | Nejoblíbenější hudební video |
| CNCO - J Balvin - Bad Bunny - Becky G - Shakira                                                                                                | „Idol“ – BTS - „Back to You“ – Selena Gomez - „Never Be the Same“ – Camila Cabello - „No Tears Left to Cry“ – Ariana Grande - „This Is America“ – Childish Gambino |
| Nejoblíbenější koncert | |
| Repu - On the Run II Tour – Beyoncé & Jay-Z - Piece of Me Tour – Britney Spears - Super Show 7 – Super Junior - Witness: The Tour – Katy Perry | |

### Média
| Nejoblíbenější celebrita sociálních médií                                                 | Nejoblíbenější hvězda sociálních médií: celebrita                                                                                                 |
| ----------------------------------------------------------------------------------------- | --- |
| Shane Dawson - Amanda Cerny - The Dolan Twins - Jenna Marbles - Lele Pons                 | BTS - Ellen DeGeneres - Selena Gomez - Taylor Swift - Chrissy Teigen                                                                              |
| Nejoblíbenější Beauty influcener                                                          | Nejoblíbenější zvířecí hvězda |
| James Charles - Jackie Aina - Brooklyn a Bailey McKnight - NikkieTutorials - Bretman Rock | Crusoe the Celebrity Dachshund - April the giraffe - Cole & Marmalade - Gone to the Snow Dogs - Lil Bub                                           |
| Nejoblíbenější komik/komička                                                              | Nejstylovější hvězda |
| Kevin Hart - Tiffany Haddish - Amy Schumer - Marlon Wayans - Ali Wong                     | Harry Styles - Beyoncé - Blake Lively - Emma Watsonová - Zendaya                                                                                  |
| Nejoblíbenější sportovec                                                                  | Nejoblíbenější pořad v rádiu |
| Serena Williams - Nia Jax - Colin Kaepernick - Aly Raismanová - Cristiano Ronaldo         | Scrubbing In with Becca Tilley & Tanya Rad - Amy Schumer Presents: 3 Girls, 1 Keith - Anna Faris is Unqualified - Chicks in the Office - LadyGang |
| Nejlepší kaňaďan                                                                          | Nejlepší francouzský influencer |
| Tessa Virtue & Scott Moir - Drake - Shawn Mendes - Sandra Oh - Ryan Reynolds              | Lufy - Beauty Active - Pembe Cherole - Stephanie Durant - Horia                                                                                   |
| Nejstylovější ikona                                                                       | Ikona roku 2018 |
| Victoria Beckham                                                                          | Melissa McCarthy |
| Ocenění šampiona                                                                          | |
| Bryan Stevanson                                                                           | |